# Albula goreensis
Espèce
Albula goreensis est une espèce de poissons marins de la famille des Albulidae.

## Description
D'après une description réalisée sur des exemplaires des côtes brésiliennes, le corps de ce poisson est allongé et fuselé, avec une hauteur qui représente entre 19% et 24% de sa longueur standard. Son œil est plus petit que la longueur de son museau et sa mâchoire supérieure se situe à une distance inférieure à celle de la pupille de l'œil par rapport à la marge antérieure de l'orbite. Il possède 11 ou 12 rayons branchiostégaux et 18 à 23 branchiospines sur le premier arc branchial. Sa nageoire dorsale comporte 17 à 19 rayons, tandis que sa nageoire anale en possède 7 à 9. Sa nageoire pectorale est dotée de 16 à 19 rayons et sa nageoire pelvienne de 9 ou 10 rayons. On dénombre 70 à 76 écailles sur sa ligne latérale, 8 ou 9 écailles au-dessus de cette ligne et 5 ou 6 écailles en dessous. Il possède également 14 à 19 écailles prédorsales et 15 à 17 écailles autour du pédoncule caudal. Ce poisson peut atteindre environ 80 cm de longueur.
Le corps est généralement argenté, et le dos grisâtre avec des reflets bleus ou verts ; flancs argentés avec des taches sur les écailles formant des bandes longitudinales gris foncé peu visibles, mais plus distinctes dans la partie supérieure du corps. Il y a parfois une tache sombre et diffuse, pas toujours visible, sur le bout du museau. Les nageoires dorsale et caudale sont gris clair, la pectorale pâle, avec une base généralement noire. Les nageoires pelviennes et anale sont blanches.

## Distribution

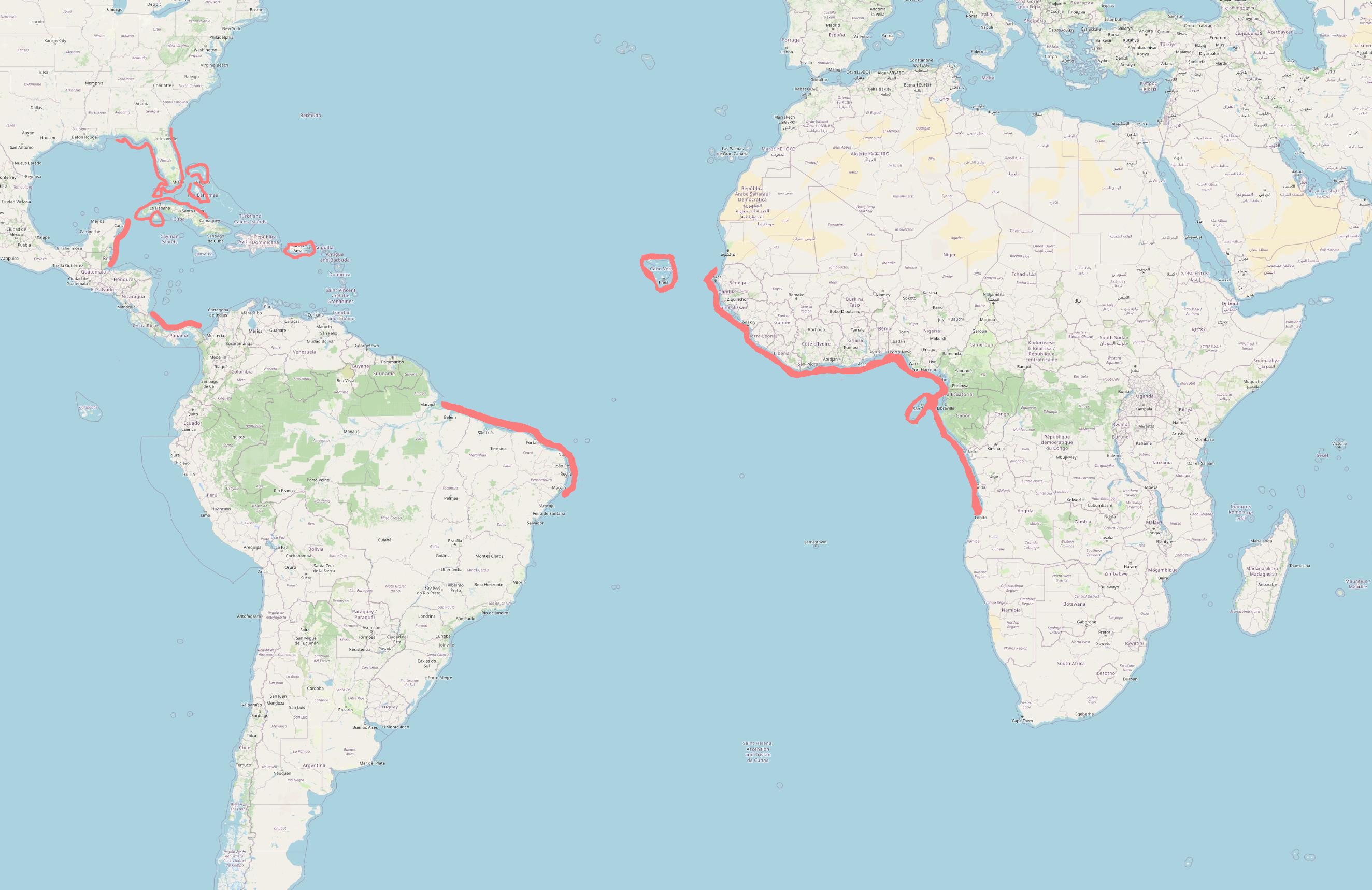
Distribution connue dA. goreensis en mars 2024

L'espèce est répartie dans l'Atlantique Ouest, y compris la mer des Caraïbes, et dans l'Atlantique Est, du Sénégal au sud de l'Angola, y compris São Tomé et Principe. Voir figure.

## Habitat et écologie
Cette espèce est communément trouvée dans les eaux côtières peu profondes, les estuaires et les baies au-dessus des fonds sableux ou boueux. Elle se reproduit en pleine mer, et les larves transparentes (leptocéphales) migrent vers les zones de nurserie côtières. Alors que les juvéniles forment souvent des bancs, les grands adultes sont plus solitaires. Son régime alimentaire se compose de vers, de mollusques, de crabes, de crevettes et de calmars, qu'il gratte au fond, souvent dans une eau si peu profonde que sa queue émerge à la surface.
L'espèce est classée parmi les espèces « Marines occasionnelles » (Mo) dans la classification d'Albaret pour les poissons des milieux estuariens et lagunaires d'Afrique de l'Ouest et « Marine straggler » dans celle de Whitfield.

## Protection
En mars 2024, cette espèce n'a pas encore été évaluée pour la liste rouge de l'UICN.

## Systématique
Le nom valide complet (avec auteur) de ce taxon est Albula goreensis Valenciennes, 1847. Cette espèce a été principalement décrite sous le synonyme d'Albula vulpes, qui était auparavant considérée comme une seule espèce cosmopolite. Cependant, des études moléculaires récentes (2020) indiquent qu'il s'agit d'un complexe de 11 espèces apparentées (plus une espèce provisoire dénommée Albula sp. cf vulpes voir la page du genre Albula). Ainsi, l'espèce de l'Atlantique Est n'est pas Albula vulpes, dont la répartition est limitée à la mer des Caraïbes dans l'Ouest de l'Atlantique, où elle cohabite cependant avec des populations d'A. goreensis qui est quant à elle répartie des deux côtés de l'Atlantique.

## Publication originale
- Cuvier, G.; Valenciennes, A. (1847). Histoire naturelle des poissons. Tome dix-neuvième. Suite du livre dix-neuvième. Brochets ou Lucioïdes. Livre vingtième. De quelques familles de Malacoptérygiens, intermédiaires entre les Brochets et les Clupes. 19: i-xix + 1-544 + 6 pp. Pls. 554-590. Lire en ligne

## Étymologie
Le nom de genre vient du latin albus, qui signifie blanc et le nom spécifique est construit avec Gorée, île du Sénégal, localité d'où provient le type de l'espèce latinisé avec -ensis, suffixe latin désignant un lieu.

## Pêche
L'ensemble des espèces de la famille des Albulidae, sous différentes dénominations, sont soumises à une importante pêche récréative sur l'ensemble du globe et notamment dans les Caraïbes. Au Brésil l'espèce l'espèce a une faible valeur commerciale et est enregistrée comme prise accessoire dans la pêche de la crevette rose avec des chaluts de fond. En Europe elle fait l'objet d'une dénomination commerciale, au moins en Slovénie, et provient de deux zones de pêche FAO : la Zone 34 – Atlantique, centre-est et la Zone 47 – Atlantique, sud-est. En Afrique, en particulier dans le golfe de Guinée, sous le synonyme A. vulpes et le nom vernaculaire « banane de mer », l'espèce fait partie des ressources identifiées par la FAO, capturées à l'aide de sennes coulissantes et de sennes de plage. Elle est pêchée dans toute son aire de répartition le long des côtes africaines, mais elle n'est pas spécifiquement ciblée par la pêche artisanale ou commerciale et il n'existe pas de statistiques FAO distinctes pour cette espèce, commercialisée en frais ou congelée. Comme ailleurs elle est aussi un important poisson de sport sur les côtes africaines, capturé à la ligne et à l'hameçon.